# Çukurlu, Derepazarı
Çukurlu là một xã thuộc huyện Derepazarı, tỉnh Rize, Thổ Nhĩ Kỳ. Dân số thời điểm năm 2010 là 211 người.